# علویان کرد
علویان کرد (کردی: Rêya Heqî یا Elewîtî) اشاره به آیین‌های منحصر به فرد، اعمال مکان مقدس، گفتمان‌های اساطیری و سازمان‌های اجتماعی- مذهبی در میان کردهای وابسته به علوییت دارد. علویان کُردتبار موروثی خود را چهره‌های نیمه خدایی می‌دانند، غالباً اعتقاداتی بیشتر در احترام به طبیعت دارند، و برخلاف علویان ترک که تأکید می‌کنند بر پیرسلطان ابدال به عنوان نماد مذهبی خود تأکید بیشتری می‌کنند. نقش حاجی بکتاش ولی. برخی از علویان کُرد معتقدند که عقاید آنها مربوط به اهل حق و یزیدیت است. 
کُردهای علوی تبعیض مذهبی و قومیتی، ظلم و همگونی اجباری را تجربه کرده‌اند که به‌طور قابل توجهی بر هویت آنها تأثیر گذاشته است. دو شورش کُردهای علوی توسط نیروهای ترکیه در قرن بیستم سرکوب شد. شورش کوچگیری در سال ۱۹۲۱ و شورش درسیم در سال‌های ۱۹۳۷ تا ۱۹۳۸. کُردهای علوی
قلب و سرزمین مقدس کُردهای علوی منطقه درسیم است.

## جمعیت
در ترکیه، برآوردهای متفاوتی از جمعیت کُردهای علوی وجود دارد. در حالی که دانشگاه درسلر و چندین دانشگاه دیگر گفتند که به ترتیب حدود یک سوم یا یک پنجم از جمعیت کُردهای علوی هستند، حمزه آکسوت در سال ۲۰۱۵ استدلال کرد که اکثریت جمعیت علوی‌ها، کُردها هستند.
بر اساس مطالعه‌ای که در سال ۲۰۱۵ منتشر شد، در مناطق آناتولی شرقی و آناتولی جنوب شرقی کشور ترکیه، ۶۹٫۷ درصد از علویان به زبان کردی زازاکی، ۲۰٫۲ درصد از آنها کردی کرمانجی، ۹٫۰ درصد از آنها به ترکی و ۱٫۱ درصد از آنها عربی به عنوان زبان مادری خود صحبت می‌کنند. برخلاف زبان مادری خود، ۷۰٫۸ درصد علویان عمدتاً در خانواده خود به ترکی صحبت می‌کنند، در حالی که ۱۸٫۰ درصد به زبان کردی زازاکی، ۹٫۰ درصد کردی کرمانجی، ۱٫۱ درصد عربی و ۱٫۱ درصد به سایر زبان‌ها صحبت می‌کنند. همچنین ۷۳ درصد علویان دارای وابستگی قبیله‌ای هستند که با مشخصات عمومی منطقه متفاوت است.

## جغرافیا
استان تونجلی تنها استان کردنشین ترکیه با اکثریت علویان است. علاوه بر این، کردهای علوی در استان‌های آدیامان، اردهان، بینگول، چوروم، الازیغ، ارزنجان، ارزروم، غازی عینتاب، گوموش خانه، قهرمان ماراش، قیصریه، مالاتیا، موش، سیواس و یوزغادهم سکنا دارند. در خارج از ترکیه، بیشتر کردهای علوی در شهر عفرین، کردستان سوریه زندگی می‌کنند می‌کنند.

## تاریخچه
اوجاک‌های مرتبط با کردهای علوی توسط حاجی بکتاش ولی در قرن سیزدهم ولایتنامه گنجانده نشده است. در قرن شانزدهم، کردهای علوی درسیم تحت چمیشگزک زندگی می‌کردند و خودمختاری این امارت باعث شکوفایی و گسترش جامعه شد.
پس از زنده ماندن از تلاش برای حذف بکتاشیسم توسط امپراتور عثمانی محمود دوم در اوایل دهه ۱۸۰۰، فرمان حاجی بکتاش ولی تلاش کرد تا از نظر نفوذ از نظم علویان پیشی بگیرد. بکتاشیان اعتقادات خود را حول درگاه که به عنوان یک نهاد عثمانی ظهور کرد، متمرکز می‌کردند، اما کردهای علوی همچنان به اعتقادات پیش از عثمانی خود پایبند بودند و بنابراین نهادگرایی را دور می‌زدند.  در اواخر قرن نوزدهم، امپراتور عبدالحمید دوم از استفاده از باورهای نهادینه شده بکتاشی برای بکتاش کردن علویان کرد ابایی نداشت. آکسوچان اولین کسی بود که مورد نزدیک شدن قرار گرفت و با معرفی عقاید بکتاشیان به مراسم مذهبی آنها، خود را تابع اعتقادات حاجی بکتاش ولی کرد. در طول جنگ جهانی اول، مبلغ بکتاشی، مهمت جمال‌الدین افندی، اظهار داشت که کردهای علوی «از راه دور افتاده‌اند» و از طرف کمیته اتحاد و ترقی سعی کردند از طریق اوجاک اکسوچان بر عقاید آنها تأثیر بگذارند. این دوره همچنین شاهد سنی شدن کردهای علوی بود و قبایلی مانند رشوان و شواک امروزه هم علوی و هم سنی دارند.
در سال ۱۹۲۱، شورش کوچگیری با هدف دریافت خودمختاری سیاسی برای کردها و خروج نیروهای ترکیه از کردستان اتفاق افتاد. این شورش سرکوب شد، اما کردهای علوی دوباره در شورش درسیم در سال ۱۹۳۷ به دلیل سیاست‌های تمرکزگرایانه جمهوری تازه تأسیس ترکیه قیام کردند. این شورش هم نیز سرکوب شد. هزاران کرد علوی قتل‌عام شدند و شهر درسیم تقریباً به‌طور کامل ویران شد. در دوره بعدی از شورش درسیم تا دهه ۱۹۶۰، کردها در سکوت عمیق فرورفتند.
در انتخابات سراسری ۱۹۵۰ و ۱۹۵۴ ترکیه، اکثریت کردهای علوی به حزب دموکرات رای دادند، در حالی که آرای کردهای علوی بین حزب جمهوری‌خواه خلق (CHP)، حزب ترکیه نوین، حزب عدالت و حزب کارگران ترکیه در دوره بعدی تقسیم شد. انتخابات تا دهه ۱۹۶۰ حزب کارگران ترکیه (TIP) آرای علویان را هدف قرار داد و آشکارا از حقوق علویان در برنامه سال ۱۹۶۴ خود نام برد که با کسب کرسی در استان مالاتیا در انتخابات ۱۹۶۵ به اوج خود رسید. در حالی که حمایت ملی از TIP در انتخابات ۱۹۶۹ کاهش یافت، آنها سهم خود را در میان کردهای علوی افزایش دادند. با این حال، به دلیل ارتباط قوی بین احزاب راستگرا و مسلمانان سنی و ناتوانی CHP در به چالش کشیدن احزاب محافظه کار، علویان در سال ۱۹۶۶ حزب چپ اتحاد به رهبری حقوق اقلیت را تشکیل دادند. با این حال، این حزب به دلیل تمرکز بر کمالیسم و ناسیونالیسم ترک، حمایت چندانی از کردهای علوی دریافت نکرد. در دهه ۱۹۷۰، سیاسی شدن اسلام، کردهای علوی را به سمت CHP سوق داد، اما این حزب پس از کودتای ۱۹۸۰ ترکیه تعطیل شد. کردهای علوی پس از آن از حزب پوپولیست سوسیال دموکرات حمایت کردند تا اینکه CHP در سال ۱۹۹۲ مجدداً تأسیس شد. کردهای علوی نه تنها در تشکیل حزب کارگران کردستان (پ‌ک‌ک) شرکت کردند، بلکه بسیاری از آن‌ها به چهره‌های برجسته نیز تبدیل شدند، از جمله مظلوم دوغان، سکینه جانسیز، علی حیدر کیتان، مصطفی کاراسو، رضا آلتون و بسه حوزات. پ ک ک سعی کرد خود را مدافع کردهای علوی معرفی کند و ناسیونالیست‌های ترک را که در کشتار چوروم شرکت داشتند هدف قرار داد. حمایت کردهای علوی از پ.ک. ک در طول دهه ۱۹۸۰ به دلیل تأثیرات ویرانگر بر چپ ترکیه در نتیجه کودتای ۱۹۸۰ ترکیه افزایش یافت. در دهه ۲۰۱۰، حزب دموکراتیک خلق‌ها از حمایت اکثریت کثیری از کردهای علوی برخوردار شد و نماینده اصلی سیاسی آنها شد. رویداد مهم دیگر انتخاب کرد علوی گلتان کیشاناک به عنوان شهردار بزرگ‌ترین شهر کردنشین، دیاربکر در سال ۲۰۱۴ بود.